# スープ・ナーカサティアン財団
スープ・ナーカサティアン財団（スープ・ナーカサティアンざいだん、タイ語: มูลนิธิสืบนาคะเสถียร、英語: The Seub Nakhasathien Foundation）は、タイ王国の環境NGO。1990年9月18日創設。

## 概要
スープ・ナーカサティアン財団は、タイ王国森林局の環境保護区長であり、生物学者であったスープ・ナーカサティアンの死をきっかけにして、1990年9月18日に設立された。財団は、人間、野生動物、森林が調和を持って共存できるように環境保全、野生動物保護活動を行ったスープの功績を引継ぎ、研究者、学生、ジャーナリスト、ビジネスマン、政治改革家、一般の人びとに環境保護への理解を促していくことを目的としている。財団は、政治家、王室とのつながりが深く、タイの環境運動の中で影響力を持つNGOである。しかし、環境問題を専門にしたアドボカシーを中心に据えた堅実な環境保全機関として運営を行っているため、タイの政権運営に関わる主張を行うことは少ない。
2010年、財団の創設20周年を記念して「SEUB2010」事業を企画。同年9月にバンコク芸術文化センターなどにおいて記念イベント「20 Years 20 Days Seub Nakhasathien」を開催し、環境保全に関する講演会やコンサートを行った。

## 活動

### 総合管理と参加型アプローチによる森林保全
- タイ西部森林群（WEFCOM）保護地域の共同管理

### 啓蒙活動
- 自然保護政策・活動に対するフォーラムの開催
- 広報のためのウェブデザイン

### 野生動物・野生地域の監視
- コミュニティフォレスト法/保存保護法/国立公園法の運用
- 山道建設
- 保護地域内でのダム建設

### レンジャー（自然保護官）活動
- 殉職レンジャーの子女基金
- レンジャー検問設置基金
- レンジャーへの支援
- 負傷レンジャーへの治療費支援

### 森林保全NGOネットワーク構築およびロビー活動
- 県自然保全フォーラム（PCF）
- タイ西部森林群（WEFCOM）コミュニティ委員会
- 環境NGO支援

## 所在地
バンコク ポーンプラープ区 クローンマハーナーク　バムルンムアン通り 保健省 医療科学局四号館　693
(693 อาคาร 4 กรมวิทยาศาสตร์การแพทย์ยศเส ถ.บำรุงเมือง คลองมหานาค  ป้อมปราบศัตรูพ่าย  กรุงเทพมหานคร  10100)  

## 企業との連携
2009年10月、ホンダオートモービルタイランドと共同で、バンコク都内の学校に通う生徒と1,000平方メートルの緑地に植林を行う「ミラクルグリーン」プロジェクトを行うと発表
。